# Баттхед
Баттхед или Батт-Хед (англ. Butt-Head — буквально «задоголовый»; род. 1978, Хайленд, Техас, США) — один из двух главных героев мультсериала «Бивис и Баттхед».

## Описание Баттхеда
Друг Бивиса. Так же, как и Бивис, учится очень плохо. Довольно часто получает по голове. В их постоянных драках чаще всего превосходит Бивиса, отвешивая тому оплеухи. В серии «Удушье» чуть не умирает, подавившись чипсами. Обладает чуть большими интеллектуальными способностями, чем Бивис (хотя, возможно, просто его язык лучше подвешен). Мечта всей жизни — попасть в банду к местному хулигану Тодду (англ. «Todd Ianuzzi») и «лишиться девственности с тёлками» (англ. «score with chicks»). Любит чипсы (начос), буррито, пиво, кока-колу и другую вредную еду. Герой предпочитает смотреть телевизор и развлекаться, что доставляет окружающим неприятные последствия. В отличие от Бивиса, Баттхед кажется более спокойным. Однако часто издевается над ним, говоря, что «ни одна тёлка ему [Бивису] не даст».

## Биография
Дата рождения Баттхеда неизвестна, но, вероятнее, он родился, как и Бивис, в конце семидесятых годов (приблизительно в 1979 году).
В полнометражном мультфильме «Бивис и Баттхед уделывают Америку» он и Бивис нашли своих отцов, которые имеют много общего с ними. Они так же смеются, как Бивис и Баттхед. Отец Баттхеда — крепкий и коренастый бандит в бегах. У него тоже тёмно-каштановые волосы, он постоянно издевался и бил отца Бивиса, говоря, что делал «это» с двумя женщинами более 15 лет назад в вымышленном городе Хайленд, где родились Бивис и Баттхед. Несмотря на то что парни не догадывались, кто их отцы, анализ показал, что эти двое бандитов — их биологические родители. Баттхед умирает в старческом возрасте раньше Бивиса, вероятнее всего от острого инфаркта миокарда, о чём свидетельствует серия «Плач».

## Внешность
У Баттхеда тёмно-каштановые волосы. Он носит серую футболку с надписью «AC/DC» и брекеты. Говорит гнусаво, подростково-низким голосом и слегка шепелявит. Перед своими фразами любит произносить звук «Э-э-э-э-э-э-э-э-э-э…», тупо уставившись в одну точку. По некоторым данным, Баттхеда срисовали с гитариста группы «AC/DC» Ангуса Янга.
Во всех вариантах будущего двоицы (будь то перезапуск или отдельные эпизоды) взрослый или пожилой Баттхед имеет заметный лишний вес, в отличие от Бивиса, который остаётся худощавым.